# Pseudochelidon sirintarae
El avión ribereño asiático o avión de río de ojos blancos (Pseudochelidon sirintarae) es una especie de ave paseriforme de la familia Hirundinidae endémica del sudeste asiático. Dado que tiene diferencias significativas con su pariente más cercano, el avión ribereño africano (Pseudochelidon eurystomina), algunos lo clasificaron en su propio género, Eurochelidon. Fue descubierto en 1968, en un único sitio conocido de invernada en Tailandia, y podría estar extinto, ya que no ha sido visto desde 1980 a pesar de las encuestas realizadas en Tailandia y la vecina Camboya.
Los adultos son hirundínidos de tamaño mediano, con el plumaje principalmente negro verdoso brillante, obispillo blanco y la cola con dos plumas centrales delgadas alargadas, cada una ampliada a una forma de raqueta en la punta. Tiene el anillo ocular blanco y el pico de color amarillo verdoso brillante. Ambos sexos son similares en apariencia, pero los juveniles carecen de los adornos de la cola y generalmente son más marrones que los adultos. Poco se sabe de la conducta o el hábitat de cría de esta especie, aunque al igual que otras golondrinas se alimenta de insectos atrapados en vuelo, y su amplio pico sugiere que pueda atrapar especies relativamente grandes. Se refugia en cañaverales durante el invierno, y probablemente anida en bancos de arena fluviales en abril o mayo, antes de las lluvias de verano. Es posible que haya sido pasado por alto antes de su descubrimiento, ya que tiende a alimentarse al amanecer o al atardecer y no durante el día.
La aparente desaparición puede haber sido acelerada por la captura, la pérdida de hábitat y la construcción de presas. Los refugios invernales de golondrinas en la única ubicación conocida de esta ave se han reducido considerablemente, y las especies que utilizan hábitats fluviales para la cría han disminuido en toda la región. El avión ribereño asiático es una de las dos aves endémicas de Tailandia, y el gobierno del país ha señalado esto a través de los temas de un sello y una moneda conmemorativa.